# سلافكو ستيفانوفيتش
سلافكو ستيفانوفيتش (بالصربية: Славко Стефановић) مواليد 28 مارس 1981 في جمهورية يوغوسلافيا الاشتراكية الاتحادية، هو لاعب كرة سلة صربي سابق. بدأ مسيرته الاحترافية في سنة 2000. اعتزل اللعب في 2013.

## المسيرة الاحترافية
لعب مع نادي ريد ستار لكرة السلة في موسم 2004–2005، ثم لعب مع نادي ميغا لكرة السلة في سنة 2007، ثم لعب مع ألبا برلين في الدوري الألماني في سنة 2008، ثم لعب مع نادي ميغا لكرة السلة في سنة 2008، ثم لعب مع نادي إيجوكيا لكرة السلة في سنة 2008.

## روابط خارجية
- سلافكو ستيفانوفيتش على موقع الدوري الأوروبي لكرة السلة (الإنجليزية)
- سلافكو ستيفانوفيتش على موقع بروبوليرز (الإنجليزية)